# FC Sète
Az FC Sète (teljes nevén Football Club de Sète 34 vagy FC Sète 34) egy 1914-ben alapított francia labdarugócsapat Sète városában. Jelenleg a Francia-negyedosztályban játszik. Stadionja a Stade Louis-Michel. 

## Magyar játékosok a csapatban
Lukács István: 1933–1934
Bukovi Márton: 1933–1935
Korányi Dezső: 1935–1950, 1955–1956
Závodi István: 1939–1944
Nagy Gyula: 1951–1953, 1955–1956